# Corbulella translucens
Corbulella translucens är en mossdjursart som beskrevs av Harmer 1926. Corbulella translucens ingår i släktet Corbulella och familjen Calloporidae. Inga underarter finns listade i Catalogue of Life.